# DPSS-laser
Een 'Diode-Pumped Solid-State laser', vaak afgekort als 'DPSS-laser' is een laser die gebruikmaakt van een vaste stof (kristal) om het uitgezonden licht een andere, meestal kortere golflengte te geven. Als 'pomp'laser wordt meestal een hoogvermogen-infrarooddiodelaser (halfgeleiderlaser) gebruikt met een golflengte van 808 nm. Het door de diodelaser uitgezonden licht heeft dus in eerste instantie een golflengte van 808 nm (infrarood, onzichtbaar), maar na het passeren van de vaste stof in de vorm van twee kristallen: Nd:YAG of Nd:YVO4 en KTiOPO4 heeft het uitgezonden licht een golflengte van 532 nm (groen). Overigens wordt er bij de uitgang ook nog een infraroodfilter toegepast om ir-residu te verwijderen. Het eerst genoemde kristal vergroot de golflengte naar 1064 nm (onzichtbaar) waarna het tweede kristal de golflengte halveert tot de eerder genoemde 532 nm. Deze golflengteomzetting gaat gepaard met vermogensverlies waardoor het uitgezonden vermogen lager is dan het door de laserdiode gepompte vermogen. De meest gebruikte DPSS-laser straalt groen licht uit met een golflengte van 532 nm. De hele opbouw van een dergelijke laser (zonder energievoorziening) is zeer compact, ongeveer 1-2 cm lang. DPSS-lasers worden vooral gebruikt voor allerlei lasershows omdat het groene licht erg goed zichtbaar is voor het menselijk oog. Halfgeleiderlasers, dus ook DPSS-lasers, weten relatief efficiënt energie in licht om te zetten, daarnaast zijn ze ook relatief goedkoop. Er bestaan ook DPSS-lasers die een andere kleur, bijvoorbeeld blauw, uitzenden maar deze worden niet veel toegepast vanwege een minder efficiënte werking, een hogere prijs en het voorhanden zijn van betere alternatieven.